# 마리몬드
마리몬드(MARYMOND)는 인권을 위해 행동하고 폭력에 반대하는 라이프스타일 브랜드이다. 첫번째 동반자로 일본군'위안부' 피해자를 모티브로 한 꽃할머니 프로젝트를 진행하고 있다.  두번째 동반자로 '학대피해아동'을 선정하고 '프로젝트 나무'를 진행하고 있다. 현재, 대표자는 홍리나이다.

## 브랜드
- 브랜드명은 나비를 뜻하는 스페인어 ‘마리포사(mariposa)’와 아몬드(almond)를 합친 것이다. 꽃의 이야기를 널리 전하는 나비처럼 존귀함의 이야기를 멈추지 않는 브랜드가 되고자 하는 뜻을 가지고 있다[4].
- 영업이익의 50% 이상을 한국정신대문제대책협의회와 위안부 역사관 박물관 건립 기금, 위안부 할머니들의 생활복지 기금 등으로 사용한다. 캠페인 제품에 한해서는 순수익금 전액을 기부한다.[5]

## 연혁
- 2012. 05. ~ 2013. 03. 한국사회적기업진흥원 청년 등 사회적 기업가 육성사업 선정
- 2012. 10. 25. 유한책임회사 블루밍패션 설립
- *2013. 03. 브랜드 <희움 더 클래식> 런칭
- 2013. 05. ~ 2014. 03. 현대차정몽구재단 H-온드림 펠로우 선정
- 2013. 12. 한국사회적기업진흥원 주관, 우리은행 후원, 스타사회적기업가 육성사업 우승팀선정
- 2014. 01. 2014년 성북임팩트투자 컨테스트 장려상
- 2014. 03. <희움 더 클래식>에서 <마리몬드>로 브랜드 리뉴얼
- 2014, 07, 2014년 사회적기업 육성 유공 정부포상 고용노동부 장관상
- 2015. 06. 아모레퍼시픽 ‘마몽드’와의 복숭아꽃 커버파우더 쿠션 콜라보레이션
- 2015. 07. 중국 베이징 K-Style Fair 출전
- 2015. 09. 프랑스 파리 Mission & Object 출전
- 2015. 11. 한국정신대문제대책협의회 ‘김학순 상’ 수상

## 논란
- 미투 운동이 대한민국을 강타하던 2018년 초, 당시 마리몬드 대표인 윤홍조씨의 부친 윤호진 연출가의 성추행 문제가 알려지며 논란에 휩싸였다. 마리몬드 윤홍조 대표는 창작뮤지컬 '명성황후' '영웅' 등을 제작한 윤호진 에이콤 대표의 아들이다. 당시 윤호진 대표는 미투 사건의 가해자로 지목되며, 2018년 2월 28일 예정되었던 신작 뮤지컬 '웬즈데이'의 제작발표 기자회견을 미뤘는데, 이 뮤지컬은 일본군 위안부 피해 할머니들의 이야기를 다룬 작품이었다. 윤홍조 대표는 마리몬드 홈페이지에 부친의 성추행 사건 사과문을 올렸으며, 이 사건을 계기로 네티즌들 사이에서는 마리몬드 불매 운동이 벌어지기도 하는 등 브랜드 평판에 타격을 입었다.[6]